# Chiếm đóng Tulagi (tháng 5 năm 1942)
Cuộc đổ bộ chiếm đóng Tulagi, diễn ra vào ngày 3 và 4 tháng 5 năm 1942, là một phần của Chiến dịch Mo, chiến lược của đế quốc Nhật Bản tại khu vực Nam và Tây Nam Thái Bình Dương năm 1942. Theo kế hoạch, lực lượng đổ bộ của Hải quân Đế quốc Nhật Bản sẽ chiếm Tulagi và các đảo lân cận trong quần đảo Solomon dưới quyền bảo hộ của Anh. Chiếm được Tulagi sẽ giúp người Nhật bảo vệ được cánh sườn và hỗ trợ cho quân Nhật đang tiến đánh hải cảng Moresby trên bờ nam đảo New Guinea với ý định tăng cường khả năng phòng thủ chiều sâu cho căn cứ hải quân chính của người Nhật ở Rabaul, tạo một căn cứ để uy hiếp và ngăn chặn đường tiếp vận và giao thông giữa Hoa Kỳ, Úc và New Zealand.
Không có khả năng để chống cự lại cuộc tấn công của người Nhật ở Solomon, chính quyền bảo hộ Anh và một vài người lính Úc được giao bảo vệ Tulagi đã di tản khỏi hòn đảo trước khi quân Nhật đến vào ngày 3 tháng 5. Ngày tiếp theo, lực lượng đặc nhiệm hàng không mẫu hạm Hoa Kỳ trên đường tiến vào biển San Hô để ngăn chặn hải quân Nhật đã cho máy bay oanh kích số quân Nhật vừa đổ bộ Tulagi, phá hủy và làm hư hại nhiều chiến hạm và máy bay Nhật Bản tham gia vào cuộc đổ bộ. Tuy nhiên, quân Nhật vẫn chiếm đóng thành công Tulagi và bắt đầu xây dựng tại đây một căn cứ hải quân nhỏ.
Trong vòng nhiều tháng sau đó, người Nhật đã xây dựng tại Tulagi và các hòn đảo lân cận Gavutu-Tanambogo một căn cứ để tiếp nhiên liệu cho hải quân, trung tâm liên lạc và căn cứ cho thủy phi cơ trinh sát. Đến tháng 7 năm 1942, họ bắt đầu xây dựng một sân bay lớn gần Guadalcanal. Các hoạt động của người Nhật ở Tulagi và Guadalcanal đã bị máy bay trinh sát Đồng Minh cũng như trạm quan sát bờ biển của người Úc trong khu vực phát hiện. Vì những hoạt động này đe dọa con đường tiếp vận và liên lạc của Đồng Minh tại Nam Thái Bình Dương nên ngày 7 tháng 8 năm 1942, lực lượng Đồng Minh (chủ yếu là Hoa Kỳ) đã đổ bộ lên Guadalcanal, Tulagi và nhóm đảo Nggela (thường được gọi là nhóm đảo Florida) thuộc quần đảo Solomon. Cuộc đổ bộ này đã chính thức mở đầu cho Chiến dịch Guadalcanal kéo dài 6 tháng sau đó.

## Bối cảnh
Ngày 7 tháng 12 năm 1941, Hải quân Đế quốc Nhật Bản đã tấn công hạm đội Thái Bình Dương Hoa Kỳ tại Trân Châu cảng, Hawaii. Cuộc tấn công này đã vô hiệu hóa phần lớn thiết giáp hạm của hạm đội Thái Bình Dương và bắt đầu tình trạng chiến tranh giữa hai nước, cũng như bắt đầu cuộc Chiến tranh Thái Bình Dương. Khi phát động cuộc chiến này, các nhà lãnh đạo Nhật Bản mong muốn vô hiệu hóa được hạm đội Hoa Kỳ, giành lấy các vùng đất giàu tàu nguyên thiên nhiên và chiếm những căn cứ chiến lược quan trọng để bảo vệ cho đế quốc từ xa. Không lâu sau đó, lần lượt Anh, Úc và New Zealand gia nhập phe Đồng Minh theo Hoa Kỳ để tuyên chiến với Nhật. Theo "Mật lệnh số 1" của Hạm đội Liên hợp Hải quân Nhật Bản ngày 1 tháng 11 năm 1941, mục tiêu của các chiến dịch ban đầu trong cuộc chiến sắp xảy ra là "đẩy lùi sức mạnh của Anh và Mỹ từ Đông Ấn thuộc Hà Lan cho đến Philippines, thiết lập chính sách tự trị về chính trị và kinh tế." Để thực hiện điều đó, trong suốt những tháng đầu năm 1942, lực lượng Nhật Bản đã tấn công và đánh chiếm Philippines, Thái Lan, Mã Lai, Singapore, Đông Ấn thuộc Hà Lan, đảo Wake, New Britain, quần đảo Gilbert và Guam.
Phó đô đốc Shigeyoshi Inoue, chỉ huy Đệ tứ Hạm đội bao gồm hầu hết các đơn vị hải quân ở khu vưc Nam Thái Bình Dương, có nhiệm vụ hỗ trợ chiếm Lae, Salamaua và hải cảng Moresby ở New Guinea và đảo Tulagi ở quần đảo Solomon. Inoue tin rằng việc chiếm và kiểm soát được các vị trí đó sẽ giúp tăng cường sự an toàn cho căn cứ chính của quân Nhật tại Rabaul, New Britain. Bộ tổng tham mưu Hải quân Nhật Bản tán thành ý kiến của Inoue và còn đưa ra thêm kế hoạch mở rộng, sử dụng các địa điểm đó làm căn cứ để chiếm Nauru, đảo Ocean, New Caledonia, Fiji và Samoa để cắt đứt đường tiếp vận giữa Úc và Hoa Kỳ, giảm thiểu và ngăn chặn khả năng Úc trở thành một vị trí đe dọa sự thống trị của Nhật tại Nam Thái Bình Dương.
Lục quân Đế quốc Nhật Bản tán thành với ý tưởng đánh chiếm cảng Moresby và vào tháng 4 năm 1942, họ cùng với Hải quân Nhật vạch ra một kế hoạch cho cuộc tấn công với tên gọi "Chiến dịch Mo". Trong chiến dịch này có cả kế hoạch đánh chiếm Tulagi, hòn đảo nhỏ phía nam quần đảo Solomon, để xây dựng ở đây một căn cứ thủy phi cơ cho các cuộc không tập lên các vùng lãnh thổ và quân lính Đồng Minh ở Nam Thái Bình Dương. Mặc dù đô đốc Isoroku Yamamoto, tổng tư lệnh Hạm đội Liên hợp đang lên một kế hoạch khác là nhử hạm đội Thái Bình Dương Hoa Kỳ vào một trận hải chiến quyết định ở trung Thái Bình Dương, ông vẫn điều một số lượng lớn các chiến hạm cho chiến dịch Mo và cử Inoue chỉ huy lực lượng đó.

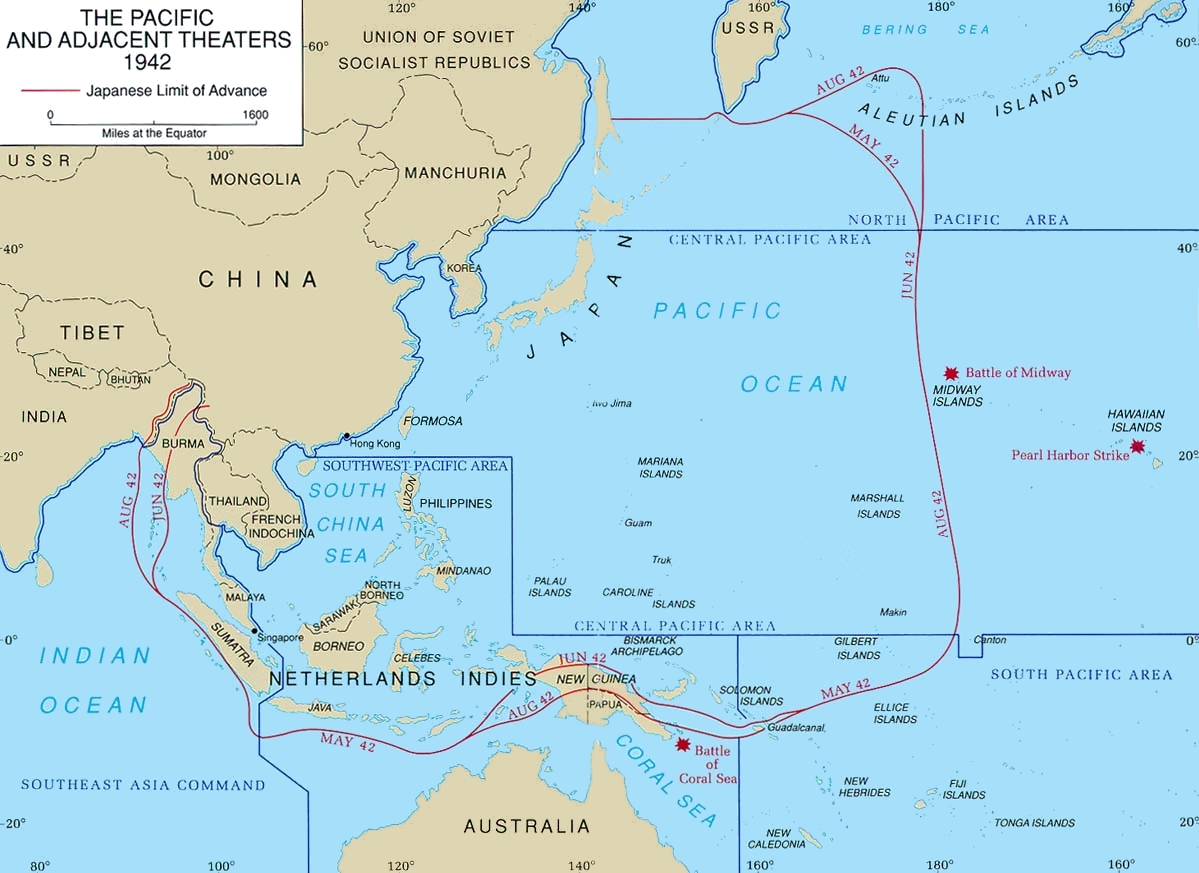
Khu vực Thái Bình Dương vào năm 1942. Đường màu đỏ mô tả những phần lãnh thổ lúc đó của Đế quốc Nhật Bản. Guadalcanal và Tulagi nằm ở phần phía dưới trung tâm bản đồ.

Một lực lượng lớn bao gồm hai hàng không mẫu hạm Shōkaku và Zuikaku, hàng không mẫu hạm hạng nhẹ Shōhō, một tàu chở thủy phi cơ, 9 tuần dương hạm và 13 khu trục hạm, chia thành nhiều đội khác nhau, với nhiệm vụ bảo vệ đoàn chuyển vận hạm đưa quân và khí tài đổ bộ cảng Moresby cũng như tấn công các chiến hạm Đồng Minh ngăn chặn cuộc đổ bộ. Lực lượng đổ bộ Tulagi bao gồm các khu trục hạm Kikuzuki và Yūzuki, tàu rải thủy lôi/chuyển vận hạm Okinoshima và Kōei Maru, tàu quét thủy lôi Wa #1, Wa #2, chuyển vận hạm Hagoromo Maru, Noshiro Maru #2, Tama Maru và Azumasan Maru, tàu săn ngầm Toshi Maru #3 và Tama Maru #8 do chuẩn đô đốc Kiyohide Shima chỉ huy (kì hạm trên chiếc Okinoshima), xuất phát từ Rabaul vào ngày 30 tháng 4 tiến về quần đảo Solomon. Chuẩn đô đốc Aritomo Gotō cung cấp không lực yểm trợ cho cuộc đổ bộ với lực lượng gồm 1 hàng không mẫu hạm hạng nhẹ (Shōhō), 4 tuần dương hạm và 1 khu trục hạm ở phía tây trung tâm quần đảo Solomon. Một lực lượng khác của chuẩn đô đốc Kuninori Marumo bao gồm 2 tuần dương hạm hạng nhẹ, tàu chở thủy phi cơ Kamikawa Maru và 3 pháo hạm cũng gia nhập vào đoàn chiến hạm của Gotō để yểm trợ cho cuộc đổ bộ. Một khi chiếm được Tulagi vào ngày 3 hoặc 4 tháng 5, đoàn chiến hạm này sẽ tái bộ trí lại để chuyển sang yểm trợ cho cuộc đổ bộ cảng Moresby.
Tulagi là thủ phủ của quần đảo Solomon thuộc sự bảo hộ của Anh, bao gồm tất cả các hòn đảo của quần đảo Solomon ngoại trừ Bougainville và Buka. William Sydney Marchant, Ủy viên Cư dân người Anh của quần đảo đồng thời là chỉ huy trưởng các lực lượng phòng vệ địa phương đã chỉ đạo cuộc di tản của phần lớn cư dân dân da trắng trên đảo đến Úc vào tháng 2 năm 1942. Marchant sau cùng di tản đến Malaita một tháng sau đó.
Lực lượng quân sự Đồng Minh cuối cùng còn tại Tulagi là 24 lính biệt kích của Đại đội Độc lập 2/1 thuộc biệt kích Quân đội Úc do đại úy A. L. Goode chỉ huy, và ngoài ra còn có 25 người của phi đoàn 11 Không quân Hoàng gia Úc do Sĩ quan Bay (Flying Officer) R. B. Peagam chỉ huy, điều hành một căn cứ thủy phi cơ gần Gavutu-Tanambogo với 4 máy bay trinh sát hải quân PBY Catalina. Ba trạm quan sát bờ biển cũng được bố trí gần đó, trên đảo Guadalcanal. Nhiệm vụ của các trạm này là báo cáo bất kỳ cuộc tiến quân hay hành động khả nghi nào của kẻ địch gần trạm quan sát. Để tránh cho những nhân viên của trạm bị giết vì tội gián điệp, toàn bộ số nhân viên này đều được biên chế vào Lực lượng dự bị Tình nguyện Hải quân Hoàng gia Úc do thiếu tá Eric Feldt đang ở Townsville, Úc chỉ huy.
Trong gần suốt tháng 4, quân Nhật đã nhiều lần cho tiến hành không kích Tulagi với các máy bay từ căn cứ Rabaul và lân cận gây ra một ít tổn thất. Các trạm quan sát tại Guadalcanal đã thường xuyên báo cáo bằng radio cho quân Úc trên đảo về việc máy bay Nhật sắp tấn công, nhưng quân Úc không có vũ khí hạng nặng (chỉ có 3 khẩu súng máy Vickers và 1 khẩu trung liên Bren) để chống đỡ các máy bay ném bom Nhật Bản. Ngày 25 tháng 4, 8 máy bay Nhật đã đến oanh tạc Tulagi. Những cuộc oanh tạc tương tự diễn ra hằng ngày trong tuần kế tiếp, trong đó cuộc oanh tạc ngày 1 tháng 5 đã phá hủy một chiếc máy bay trinh sát Catalina tại Gavutu. Những chiếc Catalina còn lại đã rút đi trong ngày hôm đó.[b]
Nhờ giải được mật mã của hạm đội Nhật thông qua việc chặn bắt tín hiệu radio từ trung tâm tình báo ở Melbourne, Úc và Trân Châu cảng, Hawaii, Đồng Minh đã nắm được phần lớn kế hoạch của Chiến dịch Mo. Dựa trên những thông tin này, ngày 22 tháng 4, đô đốc Hoa Kỳ Chester Nimitz, tư lệnh các lực lượng hải quân Hoa Kỳ ở Thái Bình Dương, thay đô đốc Husband Edward Kimmel từ cuối năm 1941, ngay lập tức điều lực lượng chiến hạm Đồng Minh tiến vào biển San Hô để ngăn chặn Chiến dịch Mo. Ngày 27 tháng 4, hàng không mẫu hạm Hoa Kỳ USS Yorktown thuộc Lực lượng Đặc nhiệm 17 (TF17), do phó đô đốc Frank Jack Fletcher chỉ huy, đã rời Tonga và gặp hàng không mẫu hạm USS Lexington thuộc Lực lượng Đặc nhiệm 11 (TF11) ở 560 km phía tây bắc New Caledonia ngày 1 tháng 5. Cùng ngày hôm đó, Fletcher cho TF11 đi tiếp nhiên liệu và dự định ngày 4 tháng 5, Lexington và những chiến hạm đi kèm nó nó xuất hiện ở một địa điểm chưa xác định trên biển San Hô.

## Cuộc đổ bộ và không kích

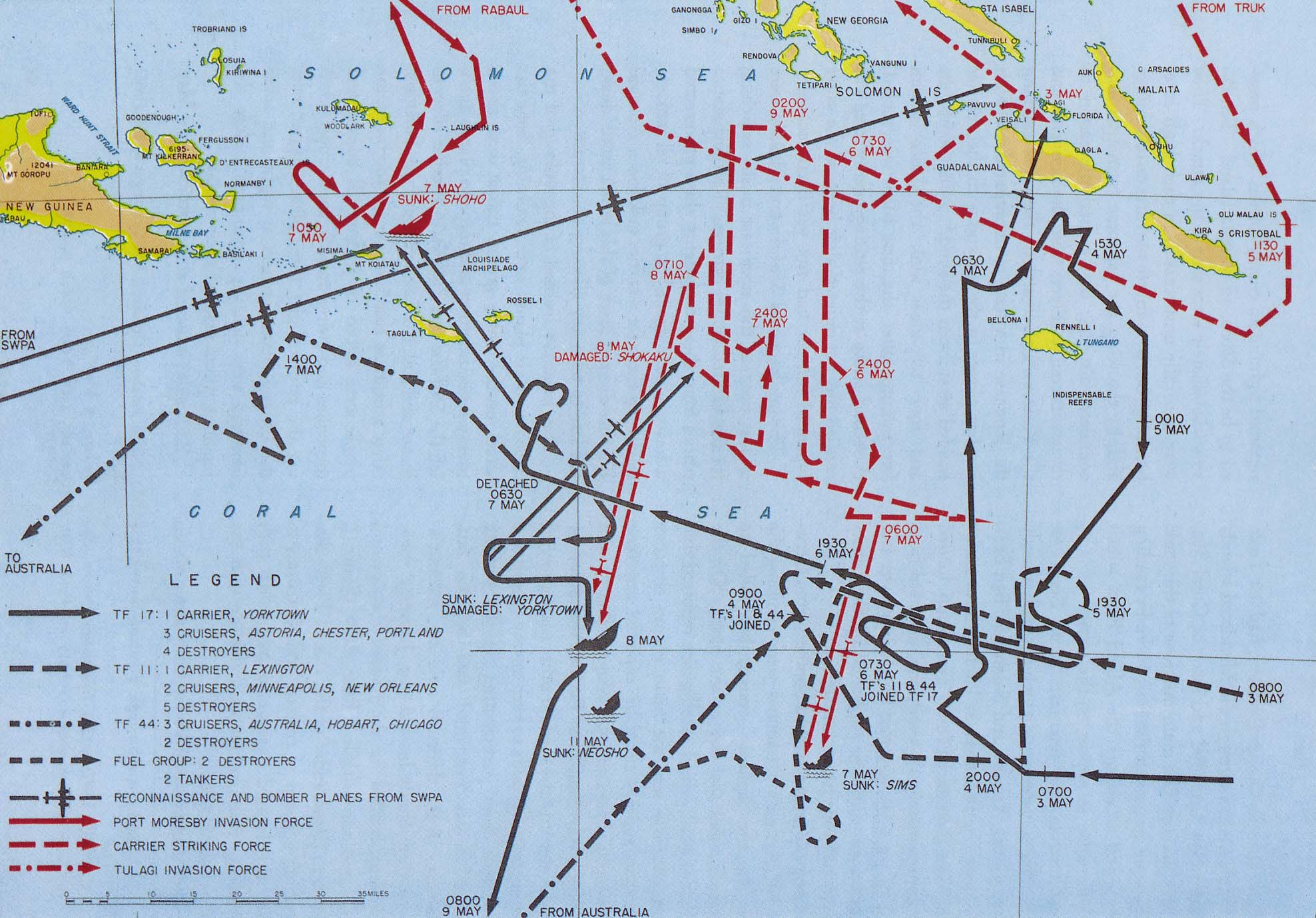
Bản đồ trận biển San Hô, 3–9 tháng 5 năm 1942. Cuộc đổ bộ của quân Nhật lên Tulagi và cuộc không kích của Yorktown được mô tả ở phần trên cùng bên phải bản đồ.

Ngày 2 tháng 5, nhân viên trạm quan sát bờ biển Jack Read tại Bougainville báo cáo rằng anh trông thấy một số lượng lớn các tàu chiến Nhật mà anh tin rằng là một phần của lực lượng đổ bộ Tulagi, đã rời Buka. Cũng trong ngày hôm ấy, một nhân viên quan sát khác là D. G. Kennedy tại New Georgia cũng trông thấy và báo cáo một số lượng lớn các tàu chiến Nhật đang tiến về phía nam quần đảo Solomon.[c] Goode và Peagam đoán trước quân Nhật sẽ tấn công bằng một số lượng áp đảo nên đã cho tiến hành rút lui theo kế hoạch đã định trước và bắt đầu phá hủy các trang thiết bị tại Tulagi và Gavutu-Tanambogo. Số lính Úc trên đảo di tản bằng hai chiếc thuyền nhỏ vào sáng ngày 3 tháng 5 để đến Vila, New Hebrides, ngay trước khi đoàn chiến hạm của Shima tiến vào eo biển Savo để chuẩn bị đổ bộ lên Tulagi. Chiếc thuyền chở những nhân viên của Không quân Hoàng gia Úc đã ở một ngày cùng với những nhân viên quan sát bờ biển và sĩ quan bảo hộ khu vực của Martin Clemens tại Aola, Guadalcanal trước khi đi tiếp vào đêm hôm đó.
Yểm trợ cho cuộc đổ bộ của quân Nhật còn có các thủy phi cơ từ tàu Kamikawa Maru, lúc đó đang ở tại vịnh Thousand Ships, Santa Isabel.[d] Khoảng 400 lính đổ bộ hải quân, chủ yếu là từ Lực lượng Đổ bộ Đặc biệt Hải quân số 3 Kure, xuống bờ bằng xà lan và ngay lập tức bắt đầu xây dựng các cơ sở vật chất tại Tulagi và Gavutu-Tanambogo. Máy bay từ hàng không mẫu hạm Shōhō yểm trợ cuộc đổ bộ cho đến đầu chiều, khi lực lượng của Gotō trở về Bougainville để bổ sung nhiên liệu chuẩn bị tiếp cho cuộc đổ lên cảng Moresby.[e] Khi quân Nhật đã lên bờ, sáu thủy phi cơ đến hạ cánh tại Tulagi như một phần của kế hoạch xây dựng tại đây một căn cứ thủy phi cơ.
Lúc 17 giờ ngày 3 tháng 5, Fletcher được thông báo rằng lực lượng quân Nhật đổ bộ lên Tulagi đã bị phát hiện một ngày trước khi tiến vào phía nam quần đảo Solomon.[f] Không thể liên lạc được với lực lượng đặc nhiệm của Lexington vì cần phải duy trì sự im lặng vô tuyến, lực lượng đặc nhiệm của Yorktown đã tự mình tiến đến Guadalcanal để có thể tấn công quân Nhật tại Tulagi vào sáng hôm sau.[g]

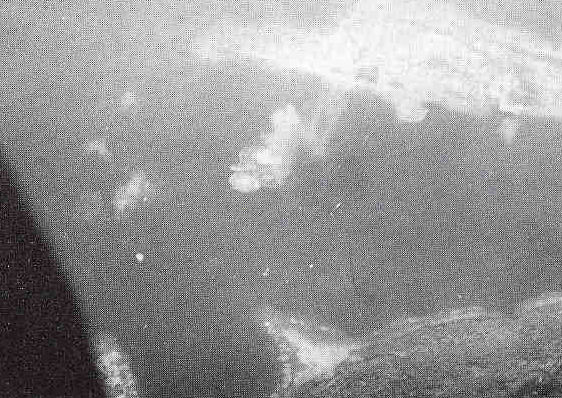
Kōei Maru (ở giữa) đang bị các máy bay của hàng không mẫu hạm Yorktown tấn công tại cảng Tulagi.

7 giờ 1 phút sáng ngày 4 tháng 5, Yorktown cho tiến hành đợt không kích đầu tiên bao gồm 12 máy bay phóng ngư lôi TBD Devastator và 28 máy bay ném bom bổ nhào SBD Dauntless từ vị trí khoảng 160 km (99 dặm) phía nam Guadalcanal. Các máy bay này bắt đầu tấn công vào các chiến hạm của Shima đang neo tại Tulagi lúc 8 giờ 50 một cách bất ngờ. Okinoshima và hai khu trục hạm được bố trí để tạo một vòng bảo vệ cho Azumasan Maru và Kōei Maru đang đưa lính và khí tài lên bờ. Ngoài ra còn ba chiếc tàu quét mìn đang trên đường đến cảng Moresby nhưng vẫn còn gần Tulagi. Mặc dù các phi công Mỹ trong đợt không kích đầu tiên khẳng định đã ném trúng nhiều bom và ngư lôi xuống những chiến hạm đang neo đậu, thực ra họ chỉ đánh trúng chiếc Okinoshima gây ra một ít thiệt hại và chiếc Kikuzuki với thiệt hại nặng. Chiếc Kikuzuki, với sự trợ giúp của một tàu săn ngầm, đã được đưa lên bờ tại Gavutu để tránh bị chìm. Trong thời gian đó, toàn bộ các tàu đang neo đậu đã thả neo và tìm cách thoát ra khỏi hải cảng. Một máy bay ném bom bổ nhào Hoa Kỳ đã tiêu diệt một thủy phi cơ Mitsubishi F1M2 đang tìm cách cất cánh trong cuộc tấn công.

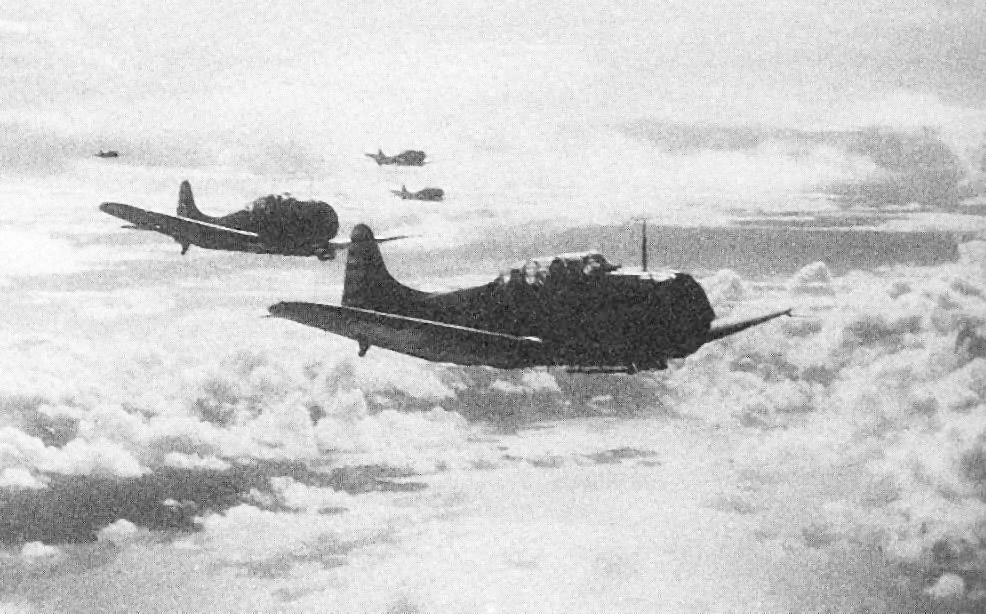
Những chiếc máy bay phóng ngư lôi TBD Devastator của Yorktown đang trở về sau khi không kích các tàu Nhật tại cảng Tulagi.

Đợt không kích thứ hai của Yorktown, với cùng loại máy bay như đợt đầu, bắt đầu vào lúc 12 giờ 10 phút. Các tàu chiến Nhật giờ đây đã khởi động đầy nồi hơi và cố gắng chạy khỏi hải cảng Tulagi. Đợt không kích thứ hai này đã đánh chìm hai tàu quét mìn #1 và #2 cũng như gây thiệt hại nặng cho chiếc Tama Maru phía tây bắc đảo Savo. Một thủy phi cơ khác của Nhật bị máy bay ném bom bổ nhào Mỹ bắn hạ. Sau khi bốn chiếc chiến đấu cơ F4F Wildcat xuất phát từ chiếc Yorktown tham gia vào đợt không kích, chúng đã bắn hạ thêm hai thủy phi cơ khác của Nhật trên không phận đảo Florida. Bốn chiến đấu cơ này sau đó bay đến ném bom chiếc Yūzuki, giết chết hạm trưởng chiếc tàu này và 9 thủy thủ đoàn khác cũng như gây thiệt hại cho tàu. Hai hoặc ba thủy phi cơ Nhật khác đã bị phá hủy tại cảng Tulagi và toàn bộ phi hành đoàn bị giết chết.
Đợt không kích thứ ba, không bằng hai đợt trước diễn ra vào lúc 15 giờ 30 và gây thiệt hại cho hai chiếc Azumasan Maru và Okinoshima. Một chiếc TBD trong đợt không kích này đã bị lạc đội hình và sau đó cạn nhiên liệu nên đành phải đáp xuống biển ở vị trí khoảng 60 km (37 dặm) phía nam Guadalcanal. Hai chiến đấu cơ Wildcat trong đợt không kích thứ hai cũng hết nhiên liệu và phải đáp xuống bờ biển phía nam Guadalcanal. Fletcher đã điều hai khu trục hạm USS Hammann và USS Perkins đến để giải cứu phi hành đoàn của ba chiếc máy bay trên. Hammann đã vớt được phi công của hai chiếc chiến đấu cơ trong khi Perkins lại không tìm thấy phi hành đoàn của chiếc TBD. Hai chiếc khu trục hạm này trở về lại lực lượng đặc nhiệm của Yorktown đêm hôm đó để nạp nhiên liệu và tiến về phía đông nam để gặp chiếc Lexington ngày hôm sau.

## Kết quả

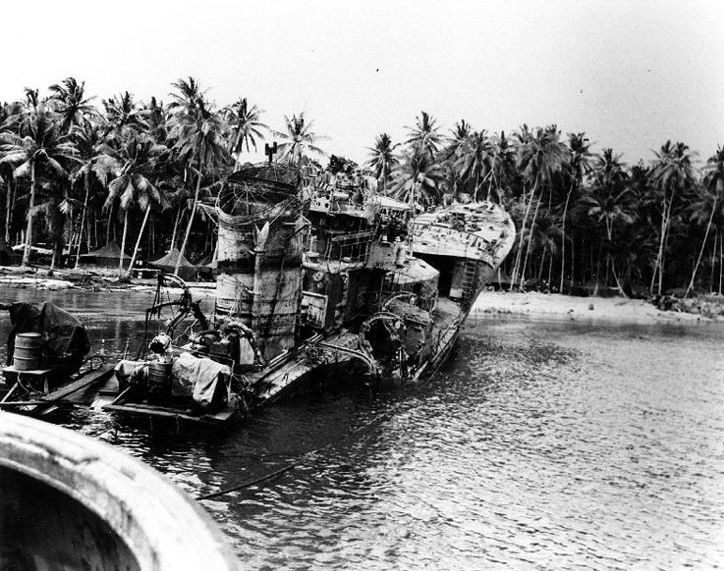
Thân tàu bị rỉ sét của khu trục hạm Kikuzuki, được chụp ảnh tại Tulagi vào tháng 8 năm 1943 sau khi được lực lượng Mỹ kéo vào bãi biển

Ngày 5 tháng 5, chiếc Kikuzuki trôi ra khỏi bờ biển Gavutu và bị chìm ở cảng Tulagi, tọa độ (09°07′S 160°12′E / 9.117°S 160.2°E). Chiếc Tama Maru được tìm thấy hai ngày sau đó. Những chiếc tàu Nhật hư hỏng còn lại đã đến được Rabaul và Kavieng để sửa chữa. Hagoromo Maru và Noshiro Maru #2 thì gia nhập lực lượng đổ bộ cảng Moresby. Ngày 10 tháng 5, chiếc Okinoshima tham gia vào nỗ lực đầu tiên của quân Nhật nhằm chiếm đảo Ocean (Banaba) và quần đảo Nauru, mang tên Chiến dịch RY đã bị tàu ngầm Mỹ USS S-42 đánh chìm ngoài khơi New Ireland (05°06′S 153°48′E / 5.1°S 153.8°E).[h] Tổng cộng 87 thủy thủ hải quân đã chết trong cuộc không kích ngày 4 tháng 5, ngoài ra còn có 36 lính đổ bộ bị thương nặng. Phi hành đoàn của chiếc TBD đã đến Guadalcanal sau khi trôi dạt trên biển suốt ba ngày. Một linh mục Cơ Đốc giáo đã đưa họ đến gặp Martin Clemens để sau đó có thuyền đến San Cristobal. Từ San Cristobal, một chiếc thuyền khác đưa họ đến New Hebrides và từ đây họ đã trở lại với hạm đội Mỹ.
Sau khi không kích Tulagi, Yorktown đã gặp lại Lexington và hai hàng không mẫu hạm này đã tham gia vào trận hải chiến biển Coral với các chiến hạm còn lại của hải quân Nhật tham gia vào chiến dịch Mo từ ngày 6 đến 8 tháng 5. Trong trận này, Lexington đã bị đánh chìm còn Yorktown cũng bị hư hại. Về phía Nhật, hàng không mẫu hạm hạng nhẹ Shōhō bị đánh chìm, hai hàng không mẫu hạm còn lại là Shokaku và Zuikaku bị thương nặng và tổn thất nhiều máy bay cũng như phi hành đoàn. Lo sợ sẽ bị các máy bay Đồng Minh từ các căn cứ đất liền cũng như các chiến hạm tấn công vì đã mất sự yểm trợ về không lực, quân Nhật rút lui và hủy bỏ cuộc đổ bộ với ý định sẽ tiến hành đổ bộ lần sau. Một cuộc đổ bộ đường biển của quân Nhật để chiếm cảng Moresby sau đó đã không bao giờ xảy ra, do ảnh hưởng bởi thất bại nặng nề của hải quân Nhật trong Trận Midway. Tuy nhiên, quân Nhật đã cố gắng chiếm cảng Moresby bằng một cuộc tấn công trên bộ dọc theo con đường Kokoda nhưng nỗ lực này cũng bất thành. Thất bại trong việc đánh chiếm cảng Moresby vào tháng 5 năm 1942 có ý nghĩa quan trọng về sâu rộng chiến lược, trong đó có căn cứ hải quân nhỏ của người Nhật ở Tulagi.

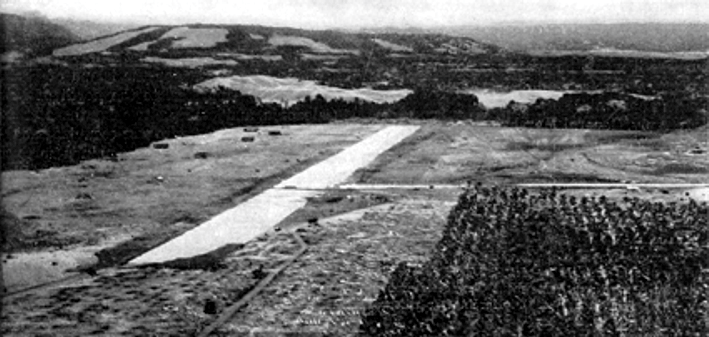
Sân bay tại Lunga Point, Guadalcanal đang được người Nhật xây dựng vào tháng 7 năm 1942

Bất chấp những thiệt hại về tàu và người do đợt không kích, quân Nhật trên đảo đã cho tiến hành xây dựng một căn cứ thủy phi cơ tại Tulagi và Gavutu, nhận thêm nhiều lính và công nhân trong suốt nhiều tháng sau đó. Căn cứ đã sớm đi vào hoạt động với các máy bay của Liên đoàn bay Yokohama đã tiến hành những cuộc trinh sát đường không các khu vực xung quanh bắt đầu từ ngày 6 tháng 5. Ngày 27 tháng 5, người Nhật phát hiện ra khu vực Lunga Point thuộc Guadalcanal như một địa điểm thuận lợi để xây dựng một sân bay lớn. Ngày 13 tháng 6, Bộ tổng tham mưu Hải quân tán thành việc xây dựng sân bay tại địa điểm này và vào ngày 19 tháng 6, đô đốc Inoue đã đến thị sát địa điểm để dự đoán tiến độ xây dựng sân bay. Ngày tiếp theo, quân Nhật bắt đầu khai hoang các bụi cây và đến ngày 6 tháng 7, một đoàn tàu 12 chiếc đã đưa 2.000 công nhân Nhật Bản và Triều Tiên cùng với 500 lính hải quân đến để xây sân bay trong thời gian sớm nhất. Các trạm quan sát bờ biển tại Guadalcanal và máy bay trinh sát Đồng Minh đã nhanh chóng phát hiện người Nhật đang xây dựng sân bay và quân Đồng Minh ngay lập tức có phản ứng. Các máy bay trinh sát Catalina và máy bay ném bom B-17 xuất phát từ cảng Moresby, Efate, Noumea và Espiritu Santo đã thường xuyên đến ném bom các căn cứ Nhật tại Guadalcanal, Tulagi và Gavutu trong nhiều tháng, tuy nhiên không gây được nhiều tổn thất. Một số thủy phi cơ Nhật và một máy bay ném bom Đồng Minh đã bị tiêu diệt sau những đợt oanh tạc này.[i]
Quân Đồng Minh đã tỏ ra vô cùng lo lắng về sân bay mà người Nhật dự kiến hoàn thành tại Guadalcanal vì khi xây xong, sân bay này sẽ là mối đe dọa khủng khiếp đến các chiến dịch của Đồng Minh giữa Úc, New Zealand và Hoa Kỳ. Hai chiến thắng chiến lược tại biển San Hô và Midway đưa cho Đồng Minh một cơ hội để phản công quân Nhật ở Thái Bình Dương. Kế hoạch của Đồng Minh nhằm chiếm đóng Nam Solomon là sáng kiến của Đô đốc Ernest King, Tổng tư lệnh Hạm đội Hoa Kỳ. Ông đề nghị cuộc tấn công này nhằm ngăn chặn việc quân Nhật sử dụng các hòn đảo làm căn cứ đe dọa con đường tiếp tế giữa Hoa Kỳ và Úc, và sử dụng chúng như những điểm xuất phát các cuộc tấn công trong tương lai. Mục tiêu của ông là vô hiệu hóa hoặc chiếm được căn cứ Nhật tại Rabaul trong khi yểm trợ cho quân Đồng Minh trong chiến dịch New Guinea, với mục tiêu lớn hơn là dọn đường cho người Mỹ chiếm lại Philippines. Hội đồng Tham mưu trưởng Liên quân cho thành lập Mặt trận Nam Thái Bình Dương do Phó Đô đốc Robert L. Ghormley chỉ huy kể từ ngày 19 tháng 6 năm 1942, để chỉ đạo cuộc tấn công tại khu vực Solomon. Đô đốc Chester Nimitz, đặt bộ chỉ huy tại Trân Châu Cảng, được chỉ định làm Tổng tư lệnh lực lượng Đồng Minh tại Thái Bình Dương.
Thất bại của người Nhật trong việc đánh chiếm cảng Moresby và tại Midway đã khiến cho căn cứ Tulagi bị cô lập do không nhận được sự trợ giúp cần thiết từ các căn cứ Nhật khác. Từ Rabaul, căn cứ gần nhất đến Tulagi đã mất đến bốn giờ bay. Ngày 7 tháng 8 năm 1942, 11.000 thủy quân lục chiến Hoa Kỳ đổ bộ lên Guadalcanal và 3.000 thủy quân lục chiến khác đổ bộ lên Tulagi và các đảo lân cận. Quân Nhật tại Tulagi và các đảo lân cận bị áp đảo về quân số và bị giết gần hết trong Trận Tulagi và Gavutu-Tanambogo trong khi sân bay tại Lunga Point cũng bị thủy quân lục chiến Mỹ chiếm được mà không gặp nhiều sự kháng cự. Cuộc đổ bộ này đã chính thức mở đầu cho Chiến dịch Guadalcanal kéo dài 6 tháng sau đó.

### Trích dẫn
1. 1 2  Hackett, CombinedFleet.com, "IJN Minelayer OKINOSHIMA: Tabular Record of Movement."
2. 1 2  D'Albas Andrieu 1965, tr. 110
3. ↑  Hackett, Combinedfleet.com.
4. ↑  Jersey Stanley Coleman 2008, tr. 58-60
5. ↑  Robert Cressman 2000, tr. 91-94, Dudley McCarthy 1959, tr. 80, John B. Lundstrom 2006, tr. 149 và Walter Lord 1977, tr. 10-11
6. ↑  Hackett, CombinedFleet.com, "IJN Minelayer OKINOSHIMA: Tabular Record of Movement." và IJN Seaplane Tender KIYOKAWA MARU: Tabular Record of Movement."
7. 1 2  G. Hermon Gill 1968, tr. 44
8. ↑  Parker, A Priceless Advantage, trang 3.
9. ↑  Murray Williamson & Allan R. Millett 2001, tr. 169-195
10. ↑  Parker, A Priceless Advantage, trang 5 và Richard B. Frank 1990, tr. 21-22
11. ↑  Jersey Stanley Coleman 2008, tr. 57
12. ↑  Walter Lord 1977, tr. 13; Jersey Stanley Coleman 2008, tr. 58-60; Paul S.Dull 1978, tr. 122-124; John B. Lundstrom 2006, tr. 143; Steven Bullard 2007, tr. 56
13. 1 2 3  G. Hermon Gill 1968, tr. 42
14. ↑  Jersey Stanley Coleman 2008, tr. 13 và Walter Lord 1977, tr. 2-5, 9
15. ↑  Dudley McCarthy 1959, tr. 63 và Richard B. Frank 1990, tr. 28
16. ↑  Walter Lord 1977, tr. 6-7
17. ↑  Dudley McCarthy 1959, tr. 80 và Walter Lord 1977, tr. 10-11 và Jersey Stanley Coleman 2008, tr. 24
18. ↑  Parker, A Priceless Advantage, trang 11.
19. ↑  Robert Cressman 2000, tr. 83-86; John B. Lundstrom 2006, tr. 141-145.
20. ↑  Feuer 1992, tr. 36-37
21. ↑  Walter Lord 1977, tr. 12-13 và Jersey Stanley Coleman 2008, tr. 60
22. ↑  Jersey Stanley Coleman 2008, tr. 48 và 426, Hackett, Combinedfleet.com
23. ↑  Walter Lord 1977, tr. 13, Jersey Stanley Coleman 2008, tr. 58-60 và John B. Lundstrom 2006, tr. 144-145
24. ↑  AWM, Coral Sea
25. ↑  John B. Lundstrom 2006, tr. 168; Paul S.Dull 1978, tr. 126-127; Jersey Stanley Coleman 2008, tr. 62; Robert Cressman 2000, tr. 86; G. Hermon Gill 1968, tr. 43; và Parker, trang 27 và John B. Lundstrom 2006, tr. 145
26. ↑  Jersey Stanley Coleman 2008, tr. 62, Robert Cressman 2000, tr. 86, G. Hermon Gill 1968, tr. 43, Parker, trang 27 và John B. Lundstrom 2006, tr. 145.
27. ↑  Robert Cressman 2000, tr. 87
28. 1 2 3  Paul S.Dull 1978, tr. 127
29. ↑  Robert Cressman 2000, tr. 87-88, John B. Lundstrom 2006, tr. 147 và Nevitt, Combinedfleet.com, "IJN Kikuzuki: Tabular Record of Movement."
30. ↑  Robert Cressman 2000, tr. 89-91; John B. Lundstrom 2006, tr. 147-148
31. ↑  Hackett, Combinedfleet.com, "IJN Seaplane Tender KIYOKAWA MARU: 
Tabular Record of Movement."
32. 1 2  Jersey Stanley Coleman 2008, tr. 63
33. ↑  Robert Cressman 2000, tr. 91-94 và John B. Lundstrom 2006, tr. 148
34. ↑  Willmott 1983, tr. 85, David Brown 1990, tr. 62-63, Nevitt, Combinedfleet.com, "IJN Kikuzuki: Tabular Record of Movement."
35. ↑  Robert Cressman 2000, tr. 92
36. ↑  Walter Lord 1977, tr. 16
37. ↑  Richard B. Frank 1990, tr. 17, 24-25
38. ↑  Richard B. Frank 1990, tr. 31, Jersey Stanley Coleman 2008, tr. 98-112 và Steven Bullard 2007, tr. 121
39. ↑  Samuel Eliot Morison 1958, tr. 12
40. ↑  Murray Williamson & Allan R. Millett 2001, tr. 199-200
41. ↑  Richard B. Frank 1990, tr. 17, 194-213.
42. ↑  Richard B. Frank 1990, tr. 51 và Samuel Eliot Morison 1958, tr. 15
43. ↑  Richard B. Frank 1990, tr. 61-62, 79-81